# Sing It Now: Songs of Faith & Hope
| Оценки критиков | Оценки критиков |
| Источник        | Оценка          |
| --------------- | --------------- |
| AllMusic        | [ 1 ]           |
| CCM Magazine    | [ 2 ]           |

Sing It Now: Songs of Faith & Hope — тридцать второй студийный альбом американской кантри-певицы Рибы МакИнтайр, изданный 3 февраля 2017 года на лейблах Rockin' R, Nash Icon, Big Machine Records, Capitol Christian. Альбом достиг № 4 в чарте Billboard 200 и возглавил кантри хит-парад Top Country Albums. Это её 13-й альбом во главе кантри-чарта (рекорд среди всех кантри-певиц).

## История
Рибы МакИнтайр продюсировала альбом совместно с Джеем ДеМаркусом, участником кантри-группы Rascal Flatts. Альбом состоит из двух дисков. Первый диск включает традиционные гимны, а второй диск состоит из оригинальных песен. Альбом получил положительные отзывы музыкальной критики: «Allmusic», «Sounds Like Nashville», «Nash Country Daily».
Альбом дебютировал на первом месте в кантри-чарте Top Country Albums (США) с тиражом 52,000 копий в первую неделю в США, а также на позиции № 4 в Billboard 200 с тиражом 54,000 единиц, включая стриминг и продажу треков. Таким образом Риба МакИнтайр увеличила свой мировой рекорд по наибольшему числу кантри-альбомом № 1 в Top Country Albums для женщин до 13 чарттопперов. У певицы Лоретта Линн идущей на втором месте всего 10 кантри-чарттопперов. С учётом всех исполнителей Риба идёт на восьмом месте после таких музыкантов как Джордж Стрейт (26 кантри-альбомов № 1), Мерл Хаггард (16), Вилли Нельсон (16), Тим Макгро (15), Гарт Брукс (15), Кенни Чесни (14), Алан Джексон (13). У певцов Бак Оуэнс и Чарли Прайда по 12 чарттопперов. Риба МакИнтайр и Джордж Стрейт единственные исполнители кантри, имеющие альбомы № 1 во все последние четыре десятилетия (1980-е, '90-е, 2000-е и '10-е).

## Список композиций
| №   | Название                                                             | Автор(ы)                           | Длительность |
| --- | -------------------------------------------------------------------- | ---------------------------------- | ------------ |
| 1.  | «Jesus Loves Me»                                                     | William Batchelder Bradbury        | 2:05         |
| 2.  | «Oh, How I Love Jesus»                                               | Frederick Whitfield                | 3:18         |
| 3.  | «When the Roll Is Called Up Yonder»                                  | James Milton Black                 | 3:29         |
| 4.  | «Oh Happy Day»                                                       | Edwin Hawkins                      | 5:41         |
| 5.  | «Amazing Grace»                                                      | John Newton                        | 3:43         |
| 6.  | «I'll Fly Away»                                                      | Albert E. Brumley                  | 3:06         |
| 7.  | «In the Garden" / "Wonderful Peace» (при участии The Isaacs)         | Austin C. Miles, Warren D. Cornell | 3:59         |
| 8.  | «Swing Low, Sweet Chariot" / "Swing Down Chariot»                    | Wallace Willis                     | 4:12         |
| 9.  | «How Great Thou Art»                                                 | Carl Boberg                        | 3:38         |
| 10. | «Softly and Tenderly» (при участии Kelly Clarkson и Trisha Yearwood) | Will Lamartine Thompson            | 4:01         |

| №   | Название                                                 | Автор(ы)                                                                  | Длительность |
| --- | -------------------------------------------------------- | ------------------------------------------------------------------------- | ------------ |
| 1.  | «Sing It Now»                                            | Michael Farren, Joseph Habedank, Tony Wood                                | 4:02         |
| 2.  | «Angels Singin'»                                         | Jessi Alexander, Sarah Buxton, Steve Moakler                              | 3:39         |
| 3.  | «God and My Girlfriends»                                 | Patricia Conroy, Lisa Hentrich, Marcia Ramirez                            | 3:27         |
| 4.  | «Hallelujah, Amen»                                       | Dave Barnes, Lucie Silvas, Jeremy Spillman                                | 3:21         |
| 5.  | «There Is a God»                                         | Chris DuBois, Ashley Gorley                                               | 3:57         |
| 6.  | «I Got the Lord on My Side»                              | Reba McEntire, Jackie McEntire                                            | 3:25         |
| 7.  | «Back to God»                                            | Randy Houser, Dallas Davidson                                             | 4:50         |
| 8.  | «Angel on My Shoulder»                                   | Leigh Reynolds, Amber White, Philip White                                 | 3:50         |
| 9.  | «From the Inside Out»                                    | Amy Fletcher                                                              | 4:22         |
| 10. | «Say a Prayer" "Jesus Loves Me» (Reprise) (Hidden track) | Michael Dulaney, Jason Sellers, Neil Thrasher William Batchelder Bradbury | 4:07         |

| №   | Название                      | Автор(ы)                                        | Длительность |
| --- | ----------------------------- | ----------------------------------------------- | ------------ |
| 11. | «I Need to Talk to You»       | Linda Davis, Marcus Franklin Johnson, Tim Owens | 3:56         |
| 12. | «Meanwhile Back at the Cross» | Chip Davis, Doug Johnson, Kim Williams          | 4:07         |

## Чарты
| Чарт (2017)                              | Высшая позиция |
| ---------------------------------------- | -------------- |
| Канада (Canadian Albums Chart)           | 23             |
| Великобритания (UK Country Albums Chart) | 3              |
| США (Billboard 200)                      | 4              |
| США (Christian Albums, Billboard)        | 1              |
| США (Top Country Albums, Billboard)      | 1              |